# Парламентские выборы в Великобритании (2001)
Парламентские выборы в Великобритании 2001 года (англ. United Kingdom general election of 2001) — демократические выборы, происходившие 7 июня 2001 года. На выборах консерваторы и лейбористы практически повторили итоги выборов 1997 года, и разрыв между лейбористами и консерваторами составил 247 мандатов вместо прежних 253. Таким образом, консерваторам не удалось реабилитировать себя в глазах избирателей после полного провала на предыдущих выборах. После выборов Вильям Хейг ушёл с поста лидера консерваторов, и его сменил Иан Дункан Смит.

## Предвыборная кампания
Значительное влияние на выборы оказала разразившаяся в Великобритании в 2001 году эпидемия ящура, благодаря которой значительное внимание уделялось вопросам здравоохранения и сельского хозяйства. Кроме того, из-за эпидемии выборы были перенесены с мая на июнь.
В Северной Ирландии значительное влияние на итоги выборов оказало Соглашение Страстно́й Пятницы и связанная с ним поляризация настроений электората. Умеренная Ольстерская юнионистская партия значительно потеряла поддержку избирателей в пользу Демократической юнионистской партии, выступавшей против соглашения. Одновременно выросла поддержка Шинн Фейн, что также отразилось на итогах выборов.
- Лейбористская партия перед выборами подчёркивала значение своих достижений: снижение инфляции, безработицы и преступности, увеличение числа медсестёр в национальной системе здравоохранения и улучшение системы образования[1]. Лейбористы намеревались продолжать модернизацию Великобритании и создать условия для обеспечения достойной жизни всех трудящихся людей независимо от их происхождения[1]. Лейбористы наметили десять ключевых целей на 2010 год: экономическую стабильность, увеличение уровня жизни для всех, улучшение высшего образования, улучшение системы здравоохранения, повсеместную ликвидацию безработицы, достижение равных возможностей для всех детей и безопасность для всех пенсионеров, модернизацию системы борьбы с преступностью, увеличение полномочия органов самоуправления, обеспечение достойного места в увеличенной реформированной Европе, а также решение проблем глобальной бедности и изменения климата[1].
- Консервативная партия сконцентрировала свои предвыборные обещания вокруг приоритета традиционных национальных и семейных ценностей и их обеспечения. Лозунгом программы консерваторов стала фраза «Настало время для здравого смысла» (It’s time for common sense), которая повторяется в программе консерваторов 13 раз[2]. Консерваторы обещали уменьшить налоги для семей, поддерживать браки, улучшить систему образования[2]. Также они планировали снизить налоги и сделать систему налогообложения более прозрачной, урезав неэффективные затраты и реформировав некоторые сферы для стабилизации бюджета[2]. В планах консерваторов также была поддержка курса фунта стерлингов для обеспечения стабильности экономики, увеличение финансирования национальной системы здравоохранения, увеличение размера пенсий, перераспределение полномочий в пользу органов местного самоуправления[2]. Также консерваторы утверждали, что меры лейбористов по борьбе с преступностью неэффективны, так как за время руководства их страной уровень преступности в стране вырос на 15 %[2], в то время как лейбористы утверждали, что им удалось снизить уровень преступности на 10 %[1]. Консерваторы добивались большей гибкости Евросоюза и считали необходимым добиваться достижения глобальной системы свободной торговли к 2020 году.
- Либеральные демократы в своём предвыборном манифесте «Свобода, правосудие, честность» сконцентрировали свою предвыборную программу вокруг вопросов снижения влияния бюрократии на экономику и общественную жизнь, либерализации экономической жизни, поощрения мелкого бизнеса и борьбы с монополиями (прежде всего газовыми, водными и электрическими), внедрением новых технологий, улучшения положения малоимущих и увеличения пенсий, снижения преступности, развития образования и здравоохранения и поощрения рождаемости. В частности, либеральные демократы обещали бороться с регулированием и высоким налогообложением мелкого бизнеса, параллельно снижая влияние монополий, прилагать усилия к созданию экономики знаний путём развития науки и широкого внедрения её достижений, бороться за соблюдение и расширение прав потребителей, запретить обязательный выход на пенсию, предоставив добровольную возможность продолжения работы, а также модернизировать транспортную сеть[3]. Также либеральные демократы предложили избирателям постепенно отказаться от ядерной энергетики, по мере выработки ресурса АЭС, развивая альтернативные источники энергии, ежегодно вводя в эксплуатацию мощности в 1 % энергопотребления страны, а также обещали ввести налог на загрязнения и запретить на территории Великобритании производство наиболее токсичных химикатов[3]. В отношениях с Евросоюзом либеральные демократы призывали к его расширению, к либерализации институтов власти и к конституционному оформлению Евросоюза[3]. Кроме того, либеральные демократы предложили проект политической реформы, согласно которой предполагалось реформировать избирательную систему, увеличить подотчётность правительства парламенту и увеличить полномочия местных органов власти (в том числе на национальных окраинах)[3].

## Результаты выборов
|  | Партия                                          | Лидер          | Голосов    | %    | Мест |
|  | ----------------------------------------------- | -------------- | ---------- | ---- | ---- |
|  | Лейбористская партия                            | Тони Блэр      | 10 724 953 | 40,7 | 413  |
|  | Консервативная партия                           | Вильям Хейг    | 8 357 615  | 31,7 | 166  |
|  | Либеральные демократы                           | Чарльз Кеннеди | 4 814 321  | 18,3 | 52   |
|  | Шотландская национальная партия                 |                | 464 312    | 1,8  | 5    |
|  | Партия Уэльса                                   |                | 195 893    | 0,7  | 4    |
|  | Шинн Фейн                                       | Джерри Адамс   | 175 933    | 0,7  | 4    |
|  | Ольстерская юнионистская партия                 |                | 216 839    | 0,8  | 6    |
|  | Социал-демократическая и лейбористская партия   |                | 169 865    | 0,6  | 3    |
|  | Британская национальная партия                  |                | 47 129     | 0,2  | 0    |
|  | Партия независимости Соединённого Королевства   |                | 390 563    | 1,5  | 0    |
|  | Демократическая юнионистская партия             |                | 181 999    | 0,7  | 5    |
|  | Больница Киддерминстер и забота о здоровье (en) | Ричард Тейлор  | 28 487     | 0,1  | 1    |